# Theodore de Renesse
Jean Louis Théodore Ferdinand Armand de Renesse (Guigoven, 14 december 1854 - Beverst, 22 december 1927) was een Belgisch politicus voor de Katholieke Partij en gouverneur van de provincie Limburg van 1919 tot 1927.

## Levensloop
Graaf Theodore de Renesse studeerde aan de Katholieke Universiteit Leuven en was lid van K.A.V. Lovania Leuven, een studentenvereniging die behoorde tot het Cartellverband der katholischen deutschen Studentenverbindungen.
De Renesse begon aan een diplomatieke carrière als ambassaderaad, die hij echter niet verder zette. Hij was gemeenteraadslid in en burgemeester van Beverst, waar hij op het waterkasteel van Schoonbeek woonde.
Van 1901 tot 1919 was hij senator voor de Katholieke Partij voor het arrondissement Hasselt-Tongeren-Maaseik.
Van 1919 tot aan zijn dood in 1927 was hij gouverneur van de provincie Limburg.
De Renesse werd effectief lid van de Raad van Adel in 1900 en was er van 1923 tot aan zijn dood voorzitter van.

## Familie
De eerste adellijke erkenning voor een de Renesse gebeurde in 1609. In 1816 verkreeg het familiehoofd Clement de Renesse (1766-1833) adelserkenning met de titel van graaf of gravin voor alle afstammelingen. Théodore was zijn kleinzoon en de zoon van graaf Jean-Ferdinand Armand de Renesse (1806-1867), die officier was in het Pruisische leger, en die 48 was toen hij trouwde met de 25 jaar jongere gravin Marie-Clémentine de Preston (1830-1913).
Théodore trouwde in 1890 met gravin Berthe du Chastel de la Howarderie (1860-1941) en ze hadden drie dochters: Marie, Camille en Nathalie.

## Publicaties
- Noblesse belge, in: Revue Générale, maart 1889 en oktober 1891.
- Als heraldicus schreef hij in de periode 1894-1903 het standaardwerk Dictionnaire des figures héraldiques dat uit 7 delen bestond. De meest recente herdruk van dit werk was in 1992.
- Silhouettes d'ancêtres, première serie, Brussel, 1924
- Silhouettes d'ancêtres, deuxième série, Brussel, 1928